# Roupala minima
Roupala minima är en tvåhjärtbladig växtart som beskrevs av Julian Alfred Steyermark. Roupala minima ingår i släktet Roupala och familjen Proteaceae. Inga underarter finns listade i Catalogue of Life.